# Bonyunia minor
Bonyunia minor är en tvåhjärtbladig växtart som beskrevs av Nicholas Edward Brown. Bonyunia minor ingår i släktet Bonyunia och familjen Loganiaceae. Inga underarter finns listade i Catalogue of Life.